# Portada/article maig 26

## Aeroport de Girona - Costa Brava
L'Aeroport de Girona – Costa Brava (codi IATA: GRO, codi OACI: LEGE) és un aeroport gestionat per Aena que hi ha al poble de Salitja, dins el municipi de Vilobí d'Onyar, a uns deu quilòmetres al sud de la ciutat de Girona, i disposa de bones vies de comunicació amb Girona, la Costa Brava, Barcelona i els Pirineus.
Ryanair hi té la seva base principal de la franja mediterrània i la quarta d'Europa, per darrere de Stansted (Londres), Dublín i al Aeroport de Frankfurt-Hann (Frankfurt). I és que a l'aeroport de Girona les úniques aerolínies que han funcionat han estat les de baix cost com ara Ryanair, ja que en els diversos intents de crear vols estatals a Madrid han fracassat totes les companyies que ho han intentat; Iberia LAE, Aviaco, Intermed i Air Catalunya. Aquesta última també realitzava vols a Mallorca i Menorca.